# Castelletto Stura
Castelletto Stura es una localidad y comune italiana de la provincia de Cuneo, región de Piamonte, con 1.247 habitantes.

## Evolución demográfica
| Gráfica de evolución demográfica de Castelletto Stura entre 1861 y 2001 |
|                                                                         |
| Fuente ISTAT - elaboración gráfica de Wikipedia                         |